# Ото фон Олденбург-Алтбруххаузен
Ото фон Олденбург-Алтбруххаузен (на немски: Otto von Oldenburg-Altbruchhausen; * пр. 1298; † сл. 24 септември 1360, Алтбруххаузен) от клона Вилдесхаузен-Алтбруххаузен на фамилията Олденбург е последният граф в Алтбруххаузен (днес Бруххаузен-Филсен).

## Произход и управление
Той е син на граф Хилдебалд I фон Олденбург-Алтбруххаузен († 1310) и съпругата му графиня София фон Равенсберг († сл. 1328), дъщеря на граф Ото III фон Равенсберг († 1306) и съпругата му Хедвиг фон Липе († 1315), дъщеря на Бернхард III фон Липе († 1265).
През 1335 г. Ото вероятно се отказва от управлението. С него линията на графовете фон Алтбруххаузен изчезва през средата на 14 век. Алтбруххаузен и Нойбруххаузен отиват през 14 век на графовете на Хоя.

## Фамилия
Ото фон Олденбург-Алтбруххаузен се жени пр. 11 юли 1306 г. за Ода († сл. 1354) и има две деца:
- Хилдебалд II фон Олденбург-Алтбруххаузен († сл. 1326/пр. 1338)
- Хелена фон Олденбург-Алтбруххаузен († пр. 21 април 1351/сл. 1352), омъжена пр. 19 август 1335 г./пр. 13 декември 1335 г. за граф Николаус I (III) фон Текленбург-Шверин († ок. 1368), син на граф Гунцелин VI фон Витенбург-Шверин († 1327) и Рихардис фон Текленбург († ок. 1327), наследничката на Графство Текленбург. Те са родители на граф Ото VI фон Текленбург († 1388).